# Buchhaus (Limmersdorf)
Buchhaus (oberfränkisch ebenfalls Buchhaus) ist eine Wüstung auf dem Gemeindegebiet des Marktes Thurnau im oberfränkischen Landkreis Kulmbach in Bayern.

## Geographie
Die Einöde lag auf einer Höhe von 408 m ü. NHN an einer Vicinalstraße (heute Staatsstraße 2189), die von Thurnau nach Aichen zu einer Chaussee führt, die nach Neudrossenfeld bzw. nach Altenplos verläuft.

## Geschichte
1792 wurde das Anwesen als Haus Nr. 6 von Forstleithen erstmals erwähnt, 1811 wurde dieses Söldengütlein als Buchhaus bezeichnet. Den Namen erhielt es von dem angrenzenden Waldgebiet, das damals als kleine bzw. lange Buch bezeichnet wurde (=Buchenwald).
Von 1797 bis 1810 unterstand der Ort dem Justiz- und Kammeramt Sanspareil. Mit dem Gemeindeedikt wurde Buchhaus 1812 dem Steuerdistrikt Limmersdorf und 1818 der provisorischen Ruralgemeinde Forstleithen zugewiesen. 1819 erfolgte deren Eingliederung in die Ruralgemeinde Kasendorf, 1856 wurden die Orte an die Ruralgemeinde Limmersdorf überwiesen. Nach 1961 wurde Buchhaus nicht mehr erwähnt.

### Einwohnerentwicklung
| Jahr      | 001818 | 001861 | 001871 | 001885 | 001900 | 001925 | 001950 | 001961 |
| Einwohner | *      | 6      | 4      | 6      | 3      | 2      | 2      | 2      |
| Häuser    | *      |        |        | 1      | 1      | 1      | 1      | 1      |
| Quelle    | [ 4 ]  | [ 6 ]  | [ 7 ]  | [ 8 ]  | [ 9 ]  | [ 10 ] | [ 11 ] | [ 12 ] |

## Religion
Der Ort war evangelisch-lutherisch geprägt und nach St. Johannes der Täufer (Limmersdorf) gepfarrt.

## Weblink
- Buchhaus in der Ortsdatenbank des bavarikon, abgerufen am 20. August 2021.